# Arif Babayev
Arif Imran oglu Babayev (en azerí: Arif İmran oğlu Babayev; Agdam, 20 de febrero de 1938-Bakú, 1 de agosto de 2025) fue un cantante de mugam azerí, que obtuvo en 1989 la distinción de Artista del Pueblo de la República Socialista Soviética de Azerbaiyán.

## Biografía
Arif Babayev nació el 20 de febrero de 1938 en el raión de Agdam.
En 1962 se graduó de la Universidad Estatal de Cultura y Arte de Azerbaiyán. De 1963 a 1966 trabajó en la Filarmónica Estatal de Azerbaiyán. Entre 1966 y 2006 trabajó en el Teatro de Ópera y Ballet Académico Estatal de Azerbaiyán.
De 1982 a 1984 fue profesor en la escuela de música. Desde 1984 fue profesor de mugham en la  Academia de Música de Bakú. 
Arif Babayev fue jefe del departamento de mugam en la Academia de Música de Bakú.

## Premios y títulos
- 1978 - Artista de Honor de la RSS de Azerbaiyán
- 1989 - Artista del Pueblo de la RSS de Azerbaiyán
- 1998 – Orden Shohrat[5]
- 2008 – Orden Istiglal[6]
- 2018 – Orden Sharaf[7]